# فرناندا لي
فرناندا لي (بالإنجليزية: Fernanda Ly)‏ هي عارضة ازياء أسترالية، ولدت في 22 أكتوبر 1995 في سيدني في أستراليا.

## وصلات خارجية
- فرناندا لي على موقع IMDb (الإنجليزية)